# Eucereon patrona
Eucereon patrona är en fjärilsart som beskrevs av William Schaus 1896. Eucereon patrona ingår i släktet Eucereon och familjen björnspinnare. Inga underarter finns listade i Catalogue of Life.